# Artemiopsis bungei
Artemiopsis bungei är en kräftdjursart som beskrevs av Georg Ossian Sars 1897. Artemiopsis bungei ingår i släktet Artemiopsis och familjen Chirocephalidae. Inga underarter finns listade i Catalogue of Life.